# ブランドン・ハースト
ブランドン・ハースト（Brandon Hurst, 1866年8月30日 - 1947年7月15日）は、イギリスの俳優。

## 出演作品
- 生命をむさぼる男
- 輝く瞳
- モルグ街の殺人
- 恐怖城
- グリーン家の惨劇
- ウォール街の狼
- 都会の幻想
- ニュース前進曲
- アンナ・カレニナ
- 紳士
- バグダッドの盗賊
- ノートルダムのせむし男
- 狂へる悪魔